# Idle Speed Controller
ISC staat voor Idle Speed Controller.
Dit is een deel van het brandstofinjectiesysteem van de Kawasaki VN 800 en VN 1500 Drifter motorfietsen (1999) dat ervoor zorgt dat de motor vanuit stationair toerental beter oppakt.